# Lösnich
Lösnich là một đô thị ở huyện Bernkastel-Wittlich, trong bang Rheinland-Pfalz, Đô thị Lösnich có diện tích 2,53 km², dân số thời điểm ngày 31 tháng 12 năm 2006 là 433 người.